# Kimmo Kananen
Kimmo Kananen (* 11. Dezember 1980 in Lahti) ist ein finnischer Bahn-, Cyclocross- und Straßenradrennfahrer.

## Sportlicher Werdegang
Kimmo Kananen wurde im Jahr 2000 finnischer Bahnradsportmeister in der Mannschaftsverfolgung. In der Saison 2002 gewann er diesen Titel zum zweiten Mal. Im Teamsprint gewann er 2003 die finnische Meisterschaft und 2004 war er bei den nationalen Titelkämpfen jeweils in der Mannschaftsverfolgung und im Teamsprint erfolgreich.
Auf der Straße wurde Kananen 2002 finnischer Kriteriums-Meister und er gewann das Eintagesrennen Mynämäen ajot. Im nächsten Jahr war er beim Västerås Punkt Grand Prix in Schweden erfolgreich. In der Saison 2004 gewann er eine Etappe beim Ringerike Grand Prix und konnte so auch die Gesamtwertung für sich entscheiden. Außerdem gewann er jeweils zwei Etappen bei der Saaremaa Velotuur und beim Grand Prix Veckan sowie die beiden Eintagesrennen Lauri Aus Memorial und Lahti Grand Prix.
Seit 2008 nimmt Kananen fast ausschließlich an nationalen Rennen teil und wurde zwischenzeitlich mehrere Jahre überhaupt nicht in den Ergebnislisten der UCI geführt. Sein Spektrum im Radsport erweiterte er dabei auf die Disziplinen, die im Gelände ausgetragen werden. Bei den nationalen Meisterschaften im Cyclocross wurde er von 2008 bis 2010 dreimal in Folge finnischer Meister, drei weitere Male stand er auf dem Podium. Darüber hinaus startete er auch mehrfach bei den nationalen Meisterschaften im Mountainbikesport und erzielte Podiumsplatzierungen im olympischen Cross-Country und MTB-Marathon. Seit Anfang der 2020er Jahre bestreitet er auch Gravelrennen.

## Erfolge

### Bahn
2000
- Finnischer Meister – Mannschaftsverfolgung (mit Tero Hämeenaho und Janne Mustonen)

2002
- Finnischer Meister – Mannschaftsverfolgung (mit Jukka Heinikainen und Sami Hiltunen)

2003
- Finnischer Meister – Teamsprint (mit Jukka Heinikainen und Sami Hiltunen)

2004
- Finnischer Meister – Mannschaftsverfolgung (mit Jukka Heinikainen und Sami Hiltunen)
- Finnischer Meister – Teamsprint (mit Jukka Heinikainen)

### Straße
2002
- Finnischer Meister – Kriterium

2004
- eine Etappe und Gesamtwertung Ringerike Grand Prix

### Cyclocross
2008/2009
- Finnischer Meister

2009/2010
- Finnischer Meister

2010/2011
- Finnischer Meister